# Ludovico Tevoli
Ludovico Tevoli (Morlupo, 13 febbraio 1772 – Roma, 17 ottobre 1856) è stato un arcivescovo cattolico italiano.

## Biografia
Nato a Morlupo, studiò teologia al Collegio Romano, per poi laurearsi nel dicembre 1797. Nel 1806 ricevette il dottorato in utroque iure a Roma. Ordinato sacerdote, iniziò la sua carriera nella curia romana come segretario sostituto della Fabbrica di San Pietro. Successivamente divenne canonico della Basilica di Santa Maria Maggiore e fu nominato arcivescovo titolare di Atene da papa Gregorio XVI. Il 23 dicembre 1832 fu consacrato dal cardinale Pietro Francesco Galeffi assistito dall'arcivescovo Giovanni Giacomo Sinibaldi e mons. Luigi Frezza.
Il 7 febbraio 1833 fu nominato segretario della Congregazione per le indulgenze e le sacre reliquie probabilmente grazie all'intercessione del cardinale Antonio Maria Frosini. Gregorio XVI gli assegnò l'incarico di Elemosiniere apostolico.
Nel 1835 divenne canonico di San Pietro in Vaticano e assistente al Soglio Pontificio. Ricevette la presidenza dell'ospizio di San Rocco, e successivamente fu dichiarato prelato emerito dopo essersi dimesso dai propri incarichi il 9 aprile 1856.
Morì a Roma il 17 ottobre 1856.

## Genealogia episcopale
La genealogia episcopale è:
- Cardinale Scipione Rebiba
- Cardinale Giulio Antonio Santori
- Cardinale Girolamo Bernerio, O.P.
- Arcivescovo Galeazzo Sanvitale
- Cardinale Ludovico Ludovisi
- Cardinale Luigi Caetani
- Cardinale Ulderico Carpegna
- Cardinale Paluzzo Paluzzi Altieri degli Albertoni
- Papa Benedetto XIII
- Papa Benedetto XIV
- Papa Clemente XIII
- Cardinale Bernardino Giraud
- Cardinale Alessandro Mattei
- Cardinale Pietro Francesco Galleffi
- Arcivescovo Ludovico Tevoli